# Gargara nigricornis
Gargara nigricornis är en insektsart som beskrevs av S. Ahmad och Yasmeen 1973. Gargara nigricornis ingår i släktet Gargara och familjen hornstritar. Inga underarter finns listade i Catalogue of Life.